# Čatež (mitologija)
Čateži (čáteži) so bajeslovna bitja, ki se pojavljajo v duhovnem izročilu vzhodne in zahodne Slovenije. Živeli naj bi v gozdovih, gorah in v močvirjih. So nekoliko nižji od človeka, vendar lahko poljubno spreminjajo svojo velikost. Imajo izgled rogatih in bradatih starcev, ki so zgoraj podobni človeku, spodaj pa kozlu. Po naravi so topoumni, a zahrbtni, radi plašijo popotnike in gozdarje ali pa z nenavadnimi zvoki zapeljujejo ljudi, da se izgubijo v divjini, nakar jih ugrabijo in z žgečkanjem trpinčijo do smrti. Čateži naj bi obenem tudi kradli grozdje in se opijanjali. Čeprav imajo v glavnem slabe lastnosti in veljajo za hudiče, včasih ljudem vseeno darujejo šibe. Čateži so kot gozdna bitja po eni strani podobni slovanskim gozdnim duhovom, ki se imenujejo lešiji ali lesniki (predvsem srbskemu lesniku), po drugi strani pa so zelo podobni starim gozdnim bitjem kot npr. panom, satirom, favnom.